# Tibati (Arrondissement)
Tibati ist ein Arrondissement (Commune) in Kamerun. Es hat eine Fläche von 9601 km² und nach der Volkszählung von 2005 leben dort 72.081Einwohner. Der Hauptort ist die Stadt Tibati.

## Geografie
Das Arrondissement ist neben Ngaoundal eines von zweien im Département Djérem, in der Region Adamaoua. Es erhebt sich im Norden auf etwa 1100 Metern Höhe und fällt nach Süden bis auf knapp 900 ab. Hydraulisch ist es geprägt vom Mbakaou-Stausee des Flusses Djérem und dessen Nebenflüssen Meng und Meré.
Es grenzt im Westen an Banyo im Département Mayo-Banyo, im Norden an Galim-Tignère und Tignère in Faro-et-Déo und im Osten an Martap im Département Vina und Ngaoundal. Im Süden grenzt es an Yoko im Département Mbam-et-Kim. Der Fluss Mbam bildet die Westgrenze und der Djérem einen Teil der Ostgrenze.

## Infrastruktur
In dem Arrondissement gibt 14 Krankenhäuser und 59 Schulen.

## Wirtschaft
Die Wirtschaft des Gebietes ist geprägt von Landwirtschaft, Kleinhandel, Fisch- und Bienenzucht und Kunsthandwerk.